# San Salvador (Luya)
San Salvador con una población de 560 (2005), se encuentra ubicado en el distrito de Santo Tomás de la provincia de Luya, ubicado en el Departamento de Amazonas en el norte de Perú. 
Limita al norte con el Anexo de Pircapampa, al este con el anexo de San José de Laumán y el Anexo de San Miguel de Luvín, al sur con el anexo de Agua Santa y al oeste con el distrito de Cocabamba 

## Historia
Este pueblo fue creado con el nombre de [Quishcambal] por los primeros pobladores como la familia Chichipe, Rituay y Revilla en el año de 1870.
Años después le ponen el nombre de San Salvador reconociéndose como Anexo del distrito de Santo Tomás, desde su creación su gente trabaja muy unida por lo que hoy en día cuenta con locales públicos al servicio de las demás pueblos. Su capital es el pueblo de San Salvador. 
Este pueblo se ve desde muchos kilómetros ya que a la entrada existe una Cruz que da la bienvenida; que se festeja el 3 de mayo cuyo responsable es el Sr Ranulfo Chichipe Alva quien con su fe y entusiasmo se encarga de hacer los preparativos para la preparación de las mesas (botos) compuesto con cuyes fritos, panes (roscas), bizcochos (huahuas), conserva de frijoles, huevos sancochados pollo frito entre otros alimentos muy deliciosos, durante la fiesta se sirve la bebida Huarapo con los platos típicos que son de costumbre para toda fiesta.
El 6 de agosto de 2001 es creado como Centro Poblado San Salvador por el alcalde Ing. Horacio Baella Serván con la participación del actual alcalde Daniel Revilla y de toda la población. 
Las fiestas patronales de San Salvador se celebra el 6 de agosto. Como comidas típicas se conoce el Purtemote, el Mote, el Shipashmote, Locro de Mote pelado y el Frijol y el plato muy nutritivo en vitaminas ucho de Chocho acompañado con papas o el olluco entre otros.
También cuenta con zonas arqueológicas por descubrir hay muchos entierros de antepasados en la zona llamado caserón por el descuido de autoridades fueron destruidas casonas tipo circulares quedando muchos de ellos parecidos a las edificaciones de Kuélap, también existen tumbas cerca de la cruz como casas construidas donde existen cadáveres que los pobladores lo descuidan por falta de conocimiento.